# Anna Boden
Pour les articles homonymes, voir Boden (homonymie).
Anna Boden est une réalisatrice, scénariste et monteuse américaine. Elle co-réalise ses films avec Ryan Fleck.

## Filmographie
Sauf indication contraire, les informations mentionnées dans cette section peuvent être confirmées par la base de données cinématographiques IMDb,  présente dans la section « Liens externes ».

### Réalisatrice
NB : Tous les films et séries sont co-réalisés par Anna Boden et Ryan Fleck.
- 2003 : Have You Seen This Man ? (court métrage documentaire)
- 2005 : Young Rebels (documentaire)
- 2008 : Sugar (en)
- 2010 : Une drôle d'histoire (It's Kind of a Funny Story)
- 2011 : The Big C (série TV) - 2 épisodes
- 2014 : Under Pressure (Mississippi Grind)
- 2015 : The Affair (série TV) - 2 épisodes
- 2016-2017 : Billions (série TV) - 3 épisodes
- 2019 : Captain Marvel
- 2024 : Freaky Tales

### Scénariste
NB : Tous les films sont réalisés par Ryan Fleck. Ceux marqués d'une astérisque sont co-réalisés par Anna Boden et Ryan Fleck.
- 2004 : Gowanus, Brooklyn (court métrage)
- 2006 : Half Nelson
- 2008 : Sugar*
- 2010 : Une drôle d'histoire* (It's Kind of a Funny Story)
- 2014 : Under Pressure* (Mississippi Grind)
- 2024 : Freaky Tales

## Distinctions principales
Sauf indication contraire, les informations mentionnées dans cette section peuvent être confirmées par la base de données cinématographiques IMDb,  présente dans la section « Liens externes ».

### Récompenses
- Alliance of Women Film Journalists 2006 : meilleure scénariste pour Half Nelson
- Gotham Independent Film Awards 2006 : meilleur film pour Half Nelson
- Festival international du film de Locarno 2006 : prix spécial du jury pour Half Nelson

### Nominations
- Film Independent's Spirit Awards 2007 : meilleur premier scénario et meilleur film pour Half Nelson
- Film Independent's Spirit Awards 2009 : meilleur scénario pour Sugar
- Black Reel Awards 2010 : meilleur film indépendant pour Sugar